# Tiara Air
Tiara Air est une compagnie aérienne créée en 2006, basée à  Oranjestaad, Aruba. La compagnie est déclarée en banqueroute le 28 Novembre 2016. 

## Destinations
Vols intérieurs :
- Curaçao
- Bonaire
- Aruba

Vols internationaux :
- Venezuela,  Las Piedras (Falcón),

## Flotte

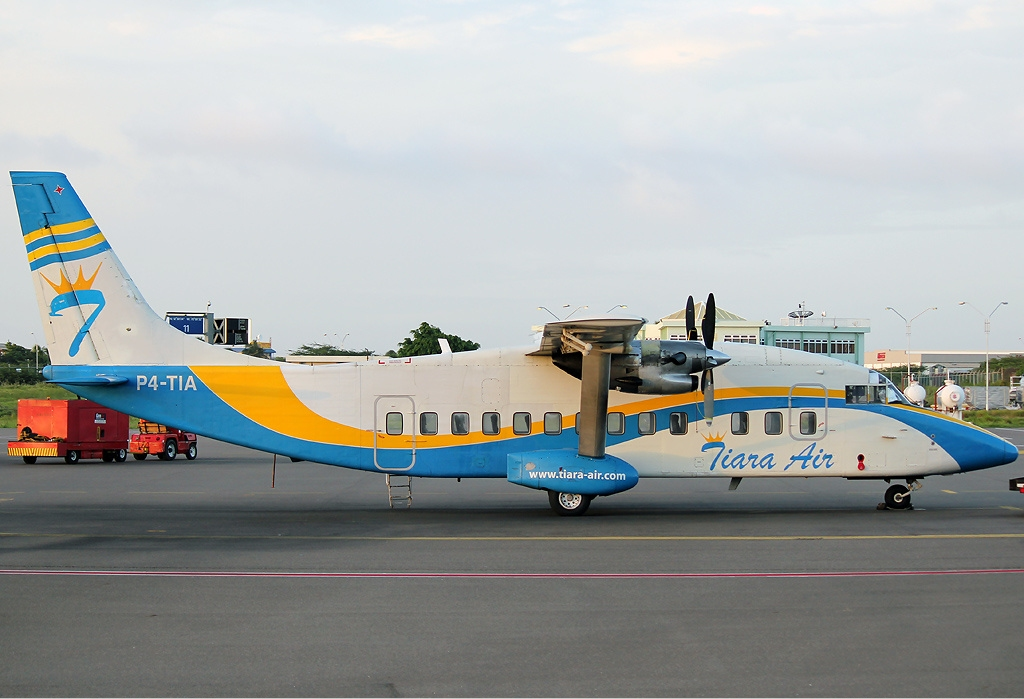
Shorts 360 de Tiara Air

- 2 Shorts 360(reg. P4-TIA, P4-TIB)
- 1 Bombardier CRJ200 en commande
- 2 Saab 340A en commande
- 1 Boeing 737-200
- 1 Learjet 35A